# Passingerův mlýn (Šternberk)
Passingerův mlýn ve Šternberku je místní památka na křižovatce ulic Dvorská a Světlov. Je situován v pásmu městské památkové zóny v blízkosti šternberského hradu. 

## Historie
Mlýn zde existoval už v 15. století, ale nynější stavba pochází z roku 1750. Říkalo se mu Horní mlýn (Obermühle). Byl to vodní mlýn, poháněný vodou z náhonu napojeného na říčku Sitka.  V roce 1843 mlýn zakoupil Ondřej (Andreas) Passinger a tento rod zde působil až do roku 1945.  Mlynářská rodina Passingerů vlastnila  také olomoucký mlýn a vilu v Olomouci. V 80. letech 19. století byl přestavěn na parní mlýn,  Po 2. světové válce  byl jako německý majetek zabaven do národní správy. V roce 1947 byl provoz mlýna ukončen a podnik Severomoravské mlýny ho využíval pro uskladnění zásob obilí.
Po ukončení provozu chátral, až byl v roce 2020 adaptován na byty.

## Popis
Jde o dominantní dvoupatrovou budovu se šestiosým průčelím a mansardovou střechou. Fasáda je členěna římsami a vysoký štít ukončuje atika s nápisem „Passinger“.